# Số Lepton
Trong vật lý hạt, số lepton (trong lịch sử còn gọi là điện tích lepton)  là số lượng tử được bảo toàn đại diện cho sự khác biệt giữa số lượng lepton và số lượng antilepton trong phản ứng hạt cơ bản. Số Lepton là số lượng tử phụ trợ, do đó tổng số của nó được bảo toàn trong các phản ứng (trái ngược với số lượng tử nhân như số chẵn lẻ, trong đó sản phẩm được bảo quản thay thế).